# Philipp Wollscheid
Philipp Wollscheid, född 6 mars 1989 i Wadern, är en tysk fotbollsspelare (mittback) som spelar för VfL Wolfsburg, på lån från Stoke City. Han har även representerat Tysklands landslag vid två tillfällen.